# Мрамор (городская область София)
Мрамор (болг. Мрамор) — село в Болгарии. Находится в Городской области Софии, входит в общину Столична. Население составляет 1 928 человек.

## Политическая ситуация
В местном кметстве Мрамор, в состав которого входит Мрамор, должность кмета (старосты) исполняет Даниела Димитрова Милчева (Граждане за европейское развитие Болгарии (ГЕРБ)) по результатам выборов правления кметства.
Кмет (мэр) общины Столична — Бойко Методиев Борисов (ГЕРБ) по результатам выборов в правление общины.